# Kuala Semundam
Kuala Semundam is een bestuurslaag in het regentschap Pelalawan van de provincie Riau, Indonesië. Kuala Semundam telt 738 inwoners (volkstelling 2010).